# سامورایی (رمان)
سامورایی (انگلیسی: The Samurai) رمانی از نویسنده ژاپنی اندو شوساکو است که برای اولین بار در سال ۱۹۸۰ منتشر شد. این رمان داستانی تخیلی از یک مأموریت دیپلماتیک قرن هفدهمی در (اسپانیای نو) یا مکزیک است. توسط نجیب‌زادگان ژاپنی، و درگیری فرهنگی که به وجود می‌آید. شخصیت اصلی هاسه‌کورا تسونه‌ناگا است.